# Elliott Abrams

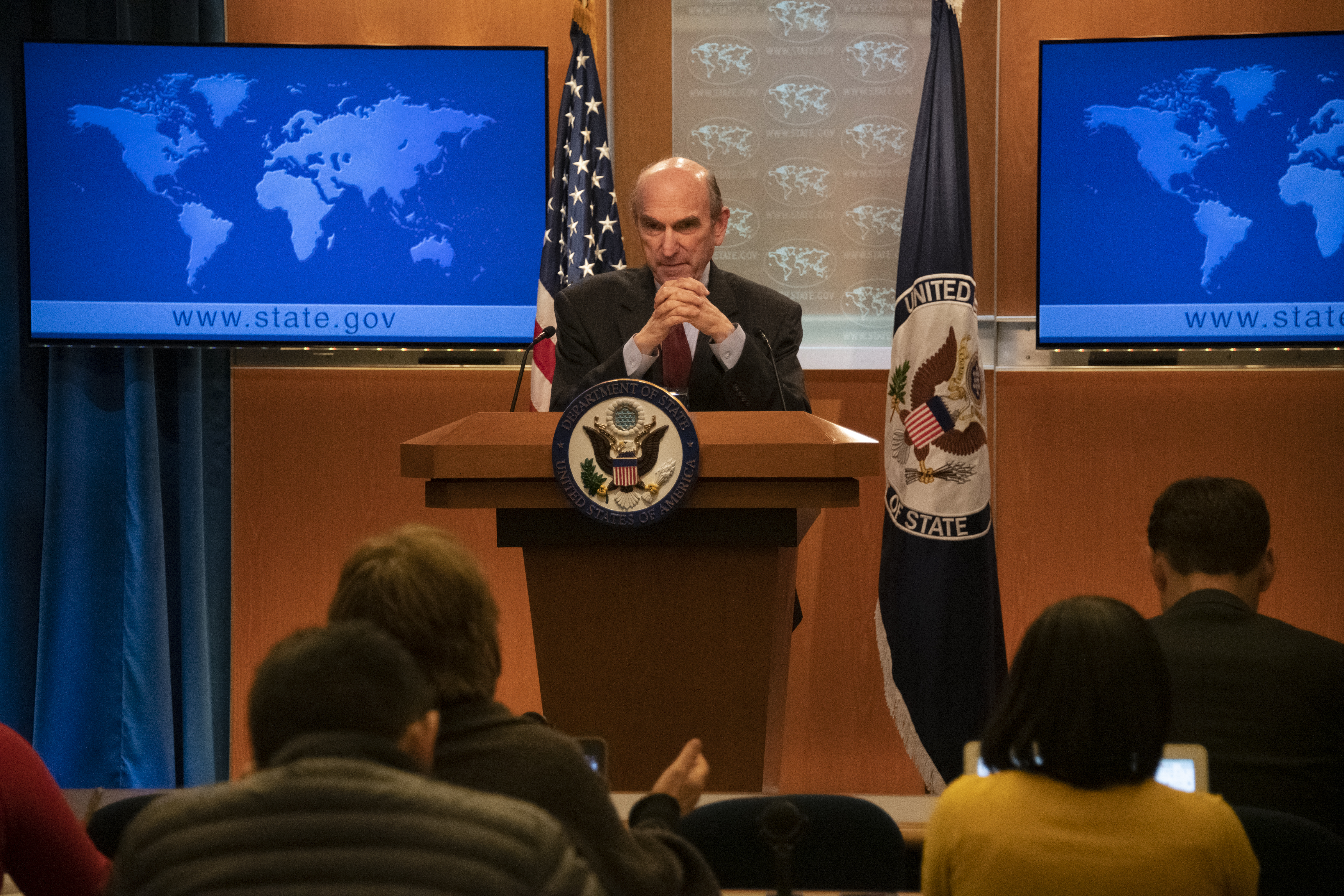
Elliott Abrams, Pressekonferenz im US-Außenministerium als Sondergesandter für Venezuela (März 2019)

Elliott Abrams (* 24. Januar 1948) ist ein US-amerikanischer Rechtsanwalt, Autor und Diplomat, der als Republikaner in außenpolitischen Positionen für die US-Präsidenten Ronald Reagan, George H. W. Bush, George W. Bush und Donald Trump tätig war. Abrams gilt als neokonservativ und galt als ein Protegé des Milliardärs Sheldon Adelson.
Präsident Joe Biden berief ihn im Juli 2023 in die U.S. Advisory Commission on Public Diplomacy.

## Leben
Seine politische Laufbahn begann als Referent von Kongressabgeordneten und Senatoren. Als solcher versuchte er zeitweise auf die Demokraten Henry „Scoop“ Jackson und Daniel Patrick Moynihan Einfluss zu gewinnen, die ihn jedoch als Verhandlungsführer für Mikronesien vorübergehend kaltstellten. Unter Ronald Reagan wurde er mit „Menschenrechten“ und der Mittelamerika-Politik betraut. Unter George Bush Senior stieg er zum Sonderbeauftragten des Präsidenten und zum Mitglied des Nationalen Sicherheitsrats auf. In dieser Position wurde er zum Fürsprecher des rechtsextremen guatemaltekischen Putschisten Efraín Ríos Montt und anderer Diktatoren in Mittelamerika, darunter auch Montts Amtsnachfolger Marco Vinicio Cerezo Arévalo, und von dem, was diese als antikommunistischen Krieg auffassten: Folter, Verschwindenlassen, Vergewaltigung, Massenerschießung und Vertreibung.
Elliot Abrams war in verschiedener Weise – in der Funktion als Abteilungsleiter im Außenministerium – in die Iran-Contra-Affäre verstrickt und bekannte sich dafür schuldig. Er wurde wegen Irreführung des Kongresses zu zwei Jahren auf Bewährung und einhundert Stunden gemeinnütziger Arbeit verurteilt, zudem verlor er seine Anwaltszulassung in Washington D.C. 1992 wurde er von George H. W. Bush begnadigt.
Unter George H. W. Bush war Abrams stellvertretender Nationaler Sicherheitsberater der Vereinigten Staaten.
Parteiintern war Abrams zunächst als Kritiker Donald Trumps aufgefallen, ließ sich dann aber von ihm einbinden. Während des Umsturzversuchs von Juan Guaidó in Venezuela Ende Januar 2019 wurde er am 25. Januar 2019 von Mike Pompeo zum US-Sonderbeauftragten für die „Wiederherstellung der Demokratie in Venezuela“ ernannt, um den eingeleiteten „Regime Change“ in Venezuela im Sinne der US-Regierung zu unterstützen. Laut dem Guardian hatte Abrams Kenntnis von dem venezolanischen Putschversuch gegen Hugo Chávez im Jahr 2002.

## Denkfabriken und Privates
Er war bis 2019 senior fellow der Denkfabrik Council on Foreign Relations und war von 2014 bis 2019 Vorstandsmitglied der Denkfabrik National Endowment for Democracy.
Elliot Abrams war mit Rachel Abrams (gestorben 2013), der Tochter von Midge Decter und Stieftochter von Norman Podhoretz, verheiratet. Er ist jüdischer Herkunft und in politisch konservativen jüdischen Organisationen engagiert.

## Werke
- Realism and Democracy: American Foreign Policy after the Arab Spring. Cambridge University Press, Cambridge 2017, ISBN 978-1-108-41562-0.